# William Priddy

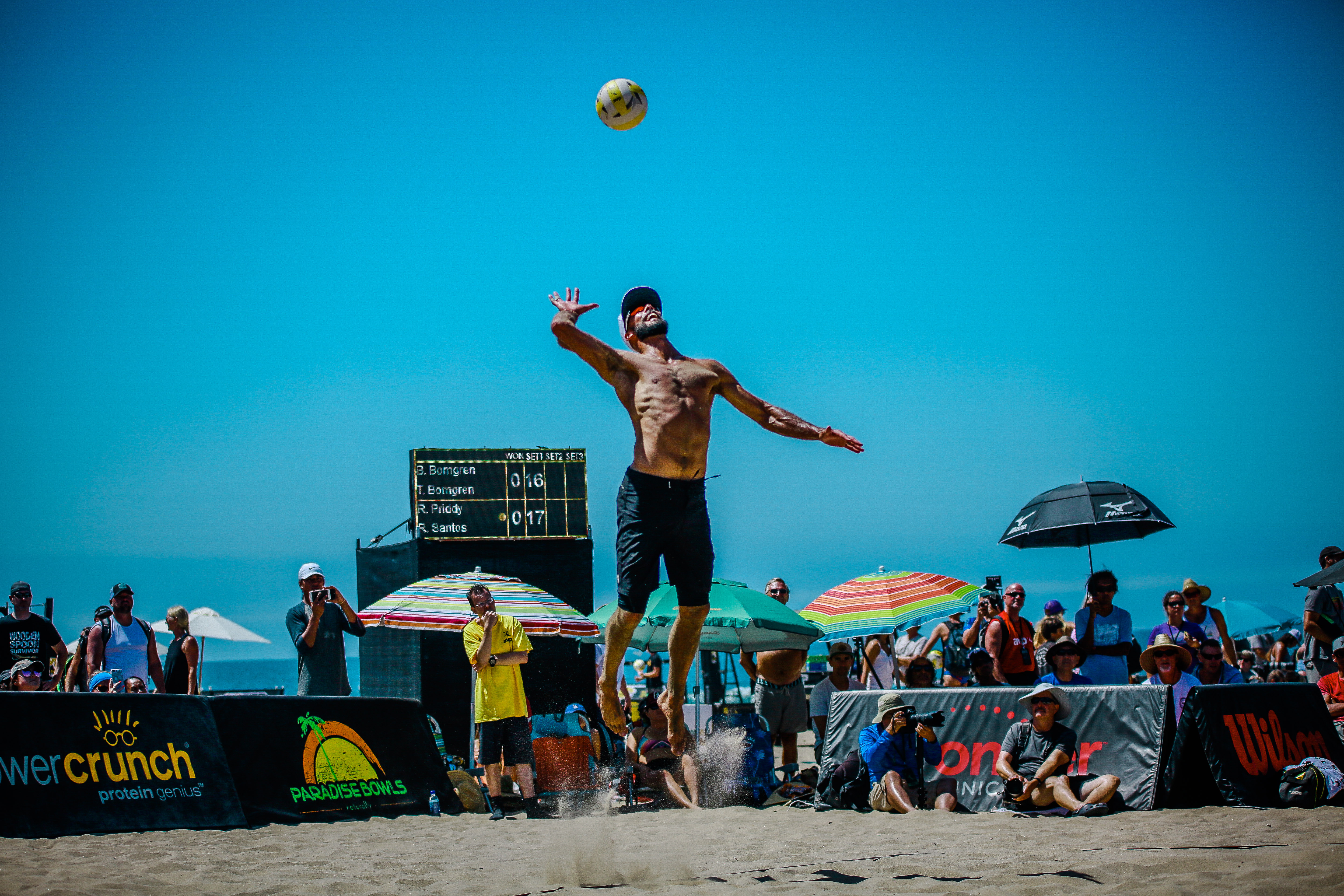
William Priddy podczas wykonywania zagrywki na turnieju siatkówki plażowej

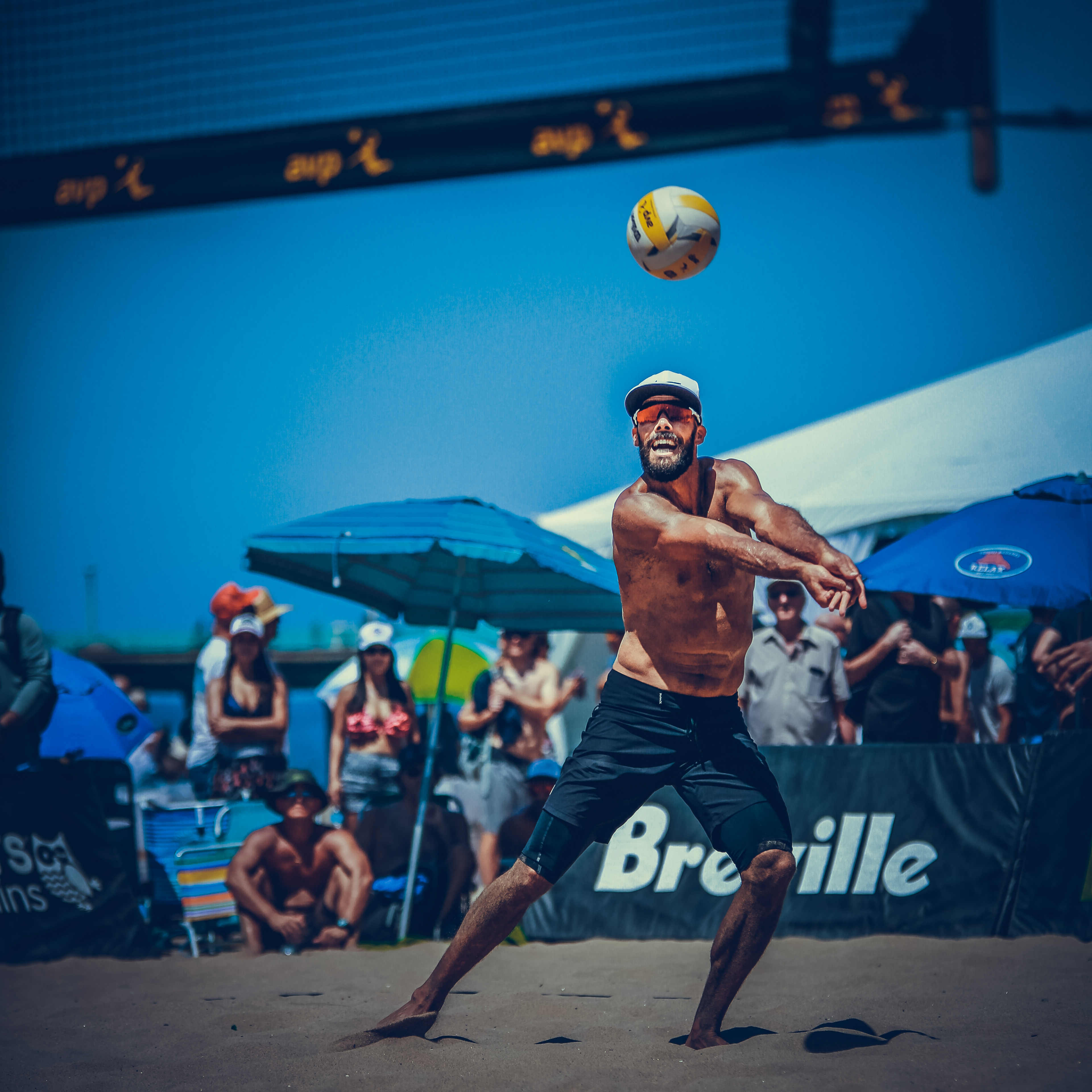
William Priddy podczas przyjmowania zagrywki na turnieju siatkówki plażowej

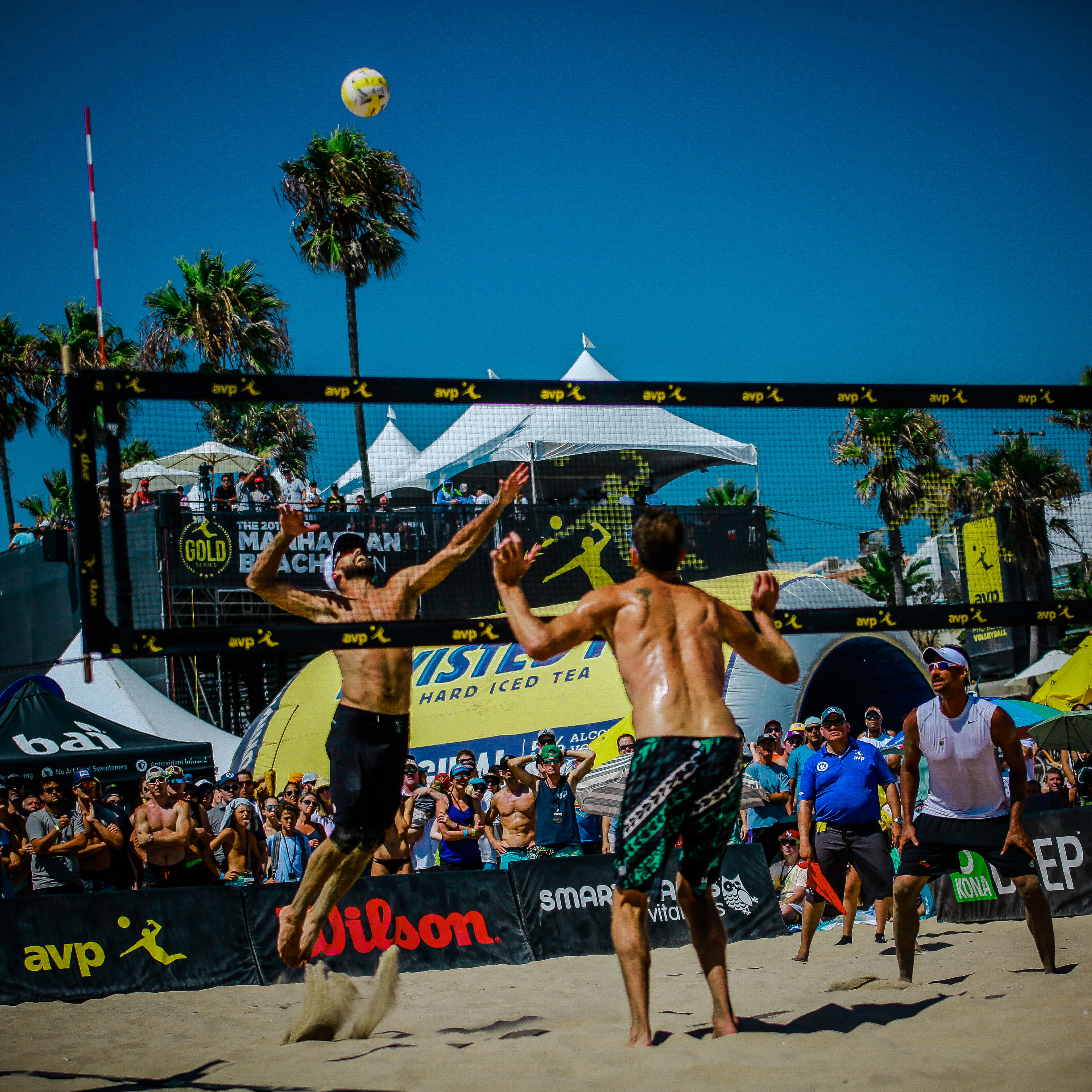
William Priddy podczas atakowania piłki na turnieju siatkówki plażowej

William Reid Priddy (ur. 1 października 1977 roku w Richmond) – amerykański siatkarz, reprezentant kraju, grający na pozycji przyjmującego. Gra również w siatkówkę plażową.
W połowie sierpnia 2011 William Priddy doznał kontuzji złamania kości twarzy podczas próby bloku, kiedy to zderzył się niefortunnie z Maxwellem Holtem. Zawodnik przeszedł operację i na początku sezonu musiał nosić ochronną maskę na twarzy.

## Sukcesy klubowe
Puchar Austrii:
- 2002

Liga austriacka:
- 2002

Puchar Grecji:
- 2003

Liga południowokoreańska:
- 2006

Liga grecka:
- 2007

Superpuchar Rosji:
- 2010, 2011

Liga Mistrzów:
- 2012
- 2011
- 2016

Liga rosyjska:
- 2011, 2012

Klubowe Mistrzostwa Świata:
- 2011

Puchar Turcji:
- 2013

Puchar CEV:
- 2013

Liga turecka:
- 2013

## Sukcesy reprezentacyjne
Mistrzostwa Ameryki Północnej, Środkowej i Karaibów:
- 2003, 2005, 2007, 2013
- 2001, 2009

Puchar Ameryki:
- 2005, 2007

Puchar Wielkich Mistrzów:
- 2005

Puchar Panamerykański:
- 2006

Liga Światowa:
- 2008, 2014
- 2012
- 2007

Igrzyska Olimpijskie:
- 2008
- 2016

## Nagrody indywidualne
- 2007: Najlepszy przyjmujący Pucharu Ameryki
- 2013: MVP turnieju finałowego Pucharu CEV